# Андраде, Леандру
Леандру Ливраменту Андраде (порт. Leandro Livramento Andrade; род. 24 сентября 1999, Тавира) — кабо-вердианский футболист, полузащитник азербайджанского клуба «Карабах» и сборной Кабо-Верде.

## Биография

### Клубная карьера
Профессиональную карьеру начинал в третьей лиге Португалии, где провёл по одному сезону в командах «Ольяненсе» и «Фатима». В июле 2020 года подписал контракт с болгарским клубом в «Черно море». В его составе провёл 41 матч и забил 2 гола в чемпионате Болгарии.
В январе 2022 года перешёл в азербайджанский «Карабах», с которым по итогам сезона 2021/22 оформил золотой дубль.
На март 2025 года является лучшим бомбардиром сезона 2024/2025 с 11 голами.

### Карьера в сборной
Дебютировал за сборную Кабо-Верде в марте 2022 года, сыграв в двух товарищеских матчах со сборными Лихтенштейна и Сан-Марино.

## Достижения
«Карабах»
- Чемпион Азербайджана (4): 2021/22, 2022/23, 2023/24, 2024/25
- Обладатель Кубка Азербайджана: 2021/22